# Жак Фор
Жак Фор (фр. Jacques Faure, нар. 31 січня 1947, Франція) — французький дипломат.

## Біографія
Народився 31 січня 1947 року. 
Має диплом про вищу філологічну освіту, Диплом Інституту політичних студій та диплом Національного інституту східних мов. 
Володіє англійською, німецькою, китайською, польською, російською, словацькою мовами.
З 1975 по 1992 — працював аташе у Посольстві Франції в Улан-Баторі, працював у центральному апараті МЗС Франції, другим, згодом — першим секретарем посольства Франції у Варшаві. У центральному апараті МЗС Франції він працював в управлінні інформації та преси, в управлінні Європи, згодом очоливши управління Східної та Центральної Європи. 
З 1992 по 1994 — Надзвичайний і Повноважний Посол Франції в Тирані.
З 1994 по 1998 — Надзвичайний і Повноважний Посол Франції у Таллінні, упродовж наступних 5 років — заступник керівника управління Європейського співробітництва у центральному апараті МЗС Франції. 
З 2003 по 2007 — очолює посольство Франції в Братиславі, повернувшись до Парижа, стає керівником управління Континентальної Європи. 
Із серпня 2008 року — Надзвичайний і Повноважний Посол Франції в Києві. 

## Нагороди
- Орден князя Ярослава Мудрого III ступеня (2010)[1]